# 大桃理沙
大桃理沙（日语：大桃りさ，1992年8月23日—），日本AV女優。所屬事務所是バンビプロモーション。
身高143cm。三圍是:B80(C-65)、W55、H82cm。興趣是料理、購物和旅行。
2013年從AV界出道。因為身體嬌小而扮演蘿莉系AV女優。

## 外部連結
- 大桃りさ@AV女優的X（前Twitter）[]